# Consonne affriquée alvéolaire voisée
La consonne affriquée alvéolaire voisée est un son consonantique assez fréquent dans de nombreuses langues parlées. Le symbole dans l'alphabet phonétique international est [d͡z] (anciennement [ʣ], ligature représentant un d et un z liés en un seul caractère).

## Caractéristiques
Voici les caractéristiques de la consonne affriquée alvéolaire voisée :
- Son mode d'articulation est affriquée, ce qui signifie qu’elle est produite en empêchant d'abord l'air de passer, puis le relâchant à travers une voie étroite, causant de la turbulence.
- Son point d'articulation est alvéolaire, ce qui signifie qu'elle est articulée avec soit la pointe (apical) soit la lame (laminal) de la langue contre la crête alvéolaire.
- Sa phonation est voisée, ce qui signifie que les cordes vocales vibrent lors de l’articulation.
- C'est une consonne orale, ce qui signifie que l'air ne s’échappe que par la bouche.
- C'est une consonne centrale, ce qui signifie qu’elle est produite en laissant l'air passer au-dessus du milieu de la langue, plutôt que par les côtés.
- Son mécanisme de courant d'air est égressif pulmonaire, ce qui signifie qu'elle est articulée en poussant l'air par les poumons et à travers le chenal vocatoire, plutôt que par la glotte ou la bouche.

## Symboles de l'API
Son symbole complet dans l'alphabet phonétique international est d͡z, représentant un D minuscule dans l'alphabet latin, suivi d'un Z minuscule, reliés par un tirant. Le tirant est souvent omis quand cela ne crée pas d'ambiguïté. Une alternative est de mettre le Z en exposant, pour indiquer le relâchement fricatif de l'affriquée. Enfin, l'API comportait anciennement une ligature spéciale pour cette affriquée, mais elle n'est plus officielle ; elle reste cependant disponible comme caractère Unicode. 
| d͡z               | dz                            | dᶻ                   | ʣ                  |
| Symbole complet. | Forme simplifiée sans tirant. | Forme avec exposant. | Ancienne ligature. |

## En français
Le français standard possède le [d͡z] dans certains mots d'origine étrangère, comme pizza.
De plus, le français québécois transforme le d en [d͡z] lorsqu'il est suivi par une voyelle antérieure, exemple adulé se prononcera [ad͡zyle].

## Autres langues
L'ukrainien possède cette consonne, mais la note дз (dz) sans la distinguer de la succession de sons [dz].
Le macédonien est la seule langue cyrillique à utiliser la lettre Ѕ,ѕ (à l'origine, variation graphique du З,з) pour noter ce son.
L'italien possède le [d͡z], écrit z ou zz (zz ne peut se présenter qu'entre deux voyelles), tout comme le phonème [t͡s], comme dans les mots mezzo, rozzo, zero, ozono et Marzabotto.
Le hongrois l'écrit dz.
Le mot pizza utilise le [t͡s] et non le [d͡z] français.